# Der Freischütz

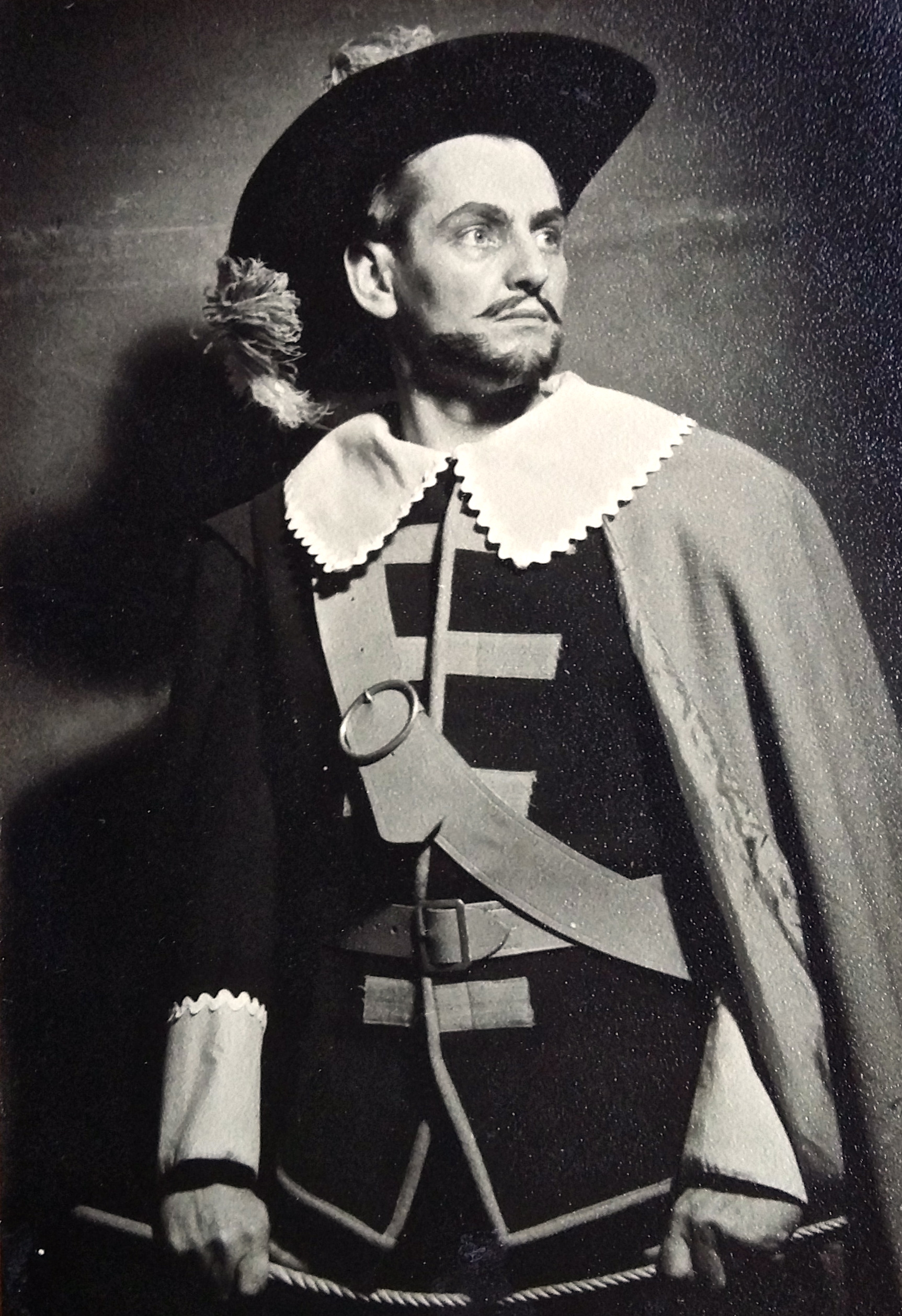
Arthur Loosli als Ottokar, Stadttheater Bern, 1958
Foto: Fred Erismann

Der Freischütz (Originalschreibweise: Der Freyschütze) ist eine romantische Oper in drei Akten von Carl Maria von Weber, op. 77, nach einem Libretto von Friedrich Kind. Die Uraufführung fand am 18. Juni 1821 im Königlichen Schauspielhaus Berlin statt.

## Handlung
Libretto und Theaterzettel der Uraufführung geben als Ort und Zeit der Handlung Böhmen kurz nach Beendigung des Dreißigjährigen Krieges an.

### Erster Akt
1.–5. Szene. Platz vor einer Waldschenke
Bauer Kilian wird von den Landleuten als Schützenkönig beim Sternschießen gefeiert (Viktoria, der Meister soll leben). Gleichzeitig verspotten sie den Jägerburschen Max, sonst der beste Schütze weit und breit, der nun aber seit Wochen nichts mehr getroffen hat.
Max möchte seine Braut Agathe, die Tochter des Erbförsters Kuno, heiraten. Nach altem Brauch muss er dazu morgen vor dem Fürsten und seiner Jagdgesellschaft mit einem Probeschuss seine Treffsicherheit beweisen (Kuno zu Max: „Ich bin Dir wie ein Vater gewogen, doch wenn du morgen beim Probeschuss fehltest, müsst ich dir meine Tochter versagen!“). Kuno erzählt den Landleuten und Jägern die Geschichte vom Probeschuss: Sein Urahn war Leibschütz in einer fürstlichen Jagdgesellschaft, der Hunde einen Hirsch zutrieben, auf dem ein Wilderer angeschmiedet war. So bestrafte man in alten Zeiten die Wilderer. Der Fürst bekam bei seinem Anblick Mitleid und versprach demjenigen, der den Hirsch erlege, ohne den Wilderer zu verletzen, eine Erbförsterei. Der Leibschütz legte an, traf den Hirsch und der Angeschmiedete blieb unverletzt. Böse Zungen behaupteten jedoch, der Leibschütz hätte eine Freikugel geladen. Von sieben Freikugeln würden sechs stets treffen, die siebte aber gehöre „dem Bösen; der kann sie hinführen, wohin’s ihm beliebt.“
Demütigendes Versagen und den Verlust seiner Braut vor Augen, malt sich Max seine Prüfung aus (O, diese Sonne). Nachdem die Landleute zum Tanz in die Waldschenke aufgebrochen sind (Walzer), erinnert er sich verzweifelnd glücklicher Tage (Durch die Wälder, durch die Auen). Kaspar lädt ihn zum Trinken ein (Hier im ird’schen Jammertal). Kaspar ist Kunos erster Jägerbursche. Kaspar hatte früher selbst um Kunos Tochter geworben, bis diese sich für Max entschied (Kaspar zu Max während des Trinkens: Jungfer Agathe soll leben! Die mich um deinetwillen verwarf). Mit der Heirat von Agathe würde Max auch Erbe von Kunos Försterei. Für diese Zurücksetzung hinter den zweiten Jägerburschen sinnt Kaspar auf Rache an allen dreien. Er leiht Max sein Gewehr und drängt ihn, damit auf einen Adler zu schießen, gerade als die Uhr sieben schlägt. Obwohl der Adler weit über der Reichweite des Gewehrs fliegt, trifft Max, worauf Kaspar ihm erklärt, dass er mit einer Freikugel geschossen habe. Es sei seine letzte gewesen, nun müssten neue gegossen werden. Max lässt sich davon überzeugen, dass Freikugeln ihm aus seiner Lage helfen könnten. Er sagt zu, zum Gießen um Mitternacht in die Wolfsschlucht zu kommen und gegen jedermann zu schweigen, um sie beide nicht zu gefährden. Als Kaspar allein ist, prahlt er triumphierend mit seiner List und Rache (Schweig, damit dich niemand warnt!).

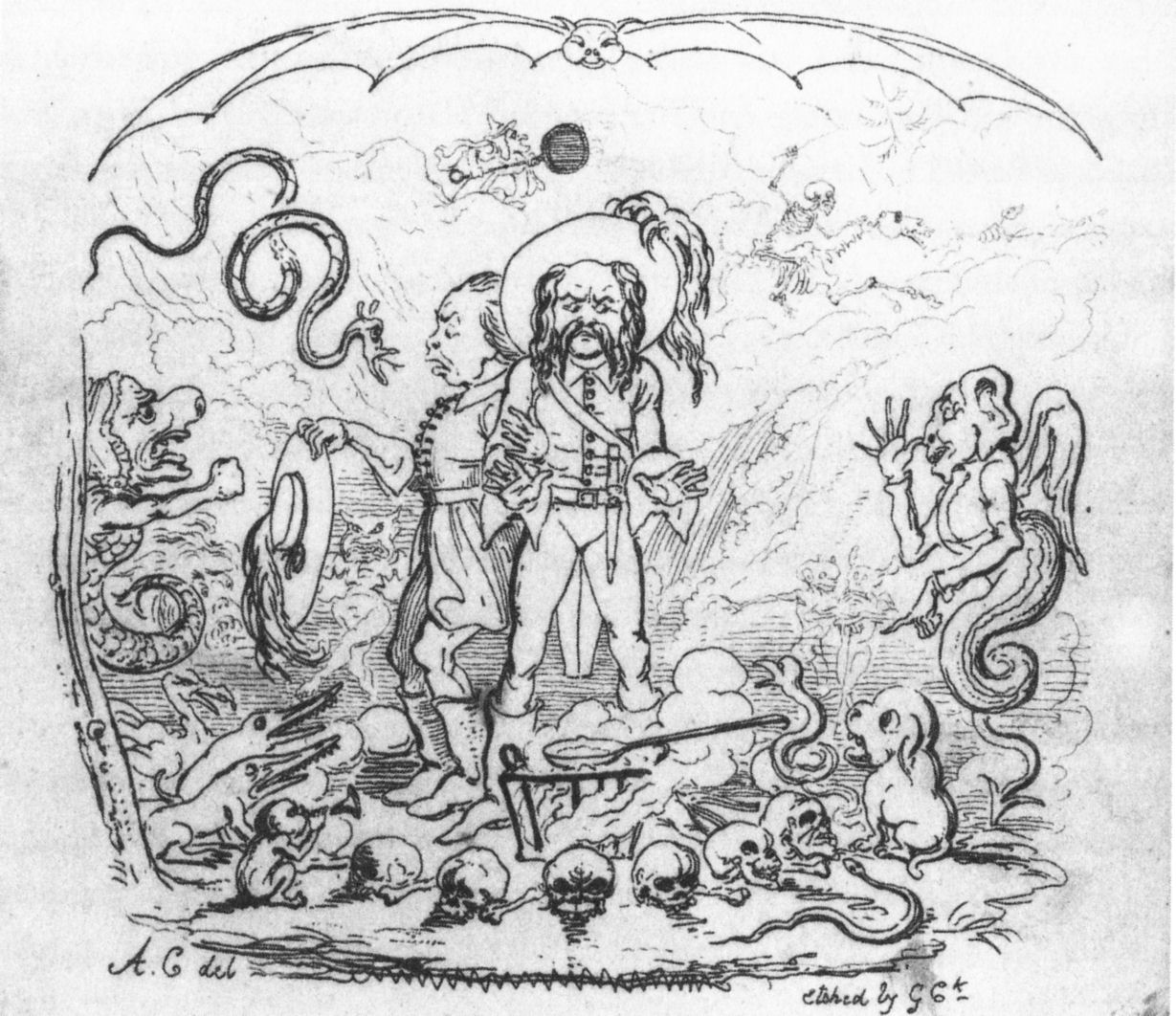
Wolfsschluchtspuk. Radierung von George Cruikshank zu einer Londoner „Freischütz“-Parodie, 1826.

### Zweiter Akt
1.–3. Szene. Vorsaal im Forsthaus
Im Hause des Erbförsters Kuno ist Agathes Cousine Ännchen damit beschäftigt, das Bild des Urahns wieder aufzuhängen (Schelm! Halt fest!). Gerade als die Uhr sieben schlug, war es von der Wand gefallen und hatte Agathe verletzt. Dabei gelingt es Ännchen, Agathes dunkle Vorahnungen zu zerstreuen und Fröhlichkeit zu verbreiten (Kommt ein schlanker Bursch gegangen). Aber Agathes kurze Heiterkeit weicht der Sorge um Max (Wie nahte mir der Schlummer / Leise, leise, fromme Weise). Als Max endlich kommt, bringt er nicht den erhofften Siegesstrauß, sondern einen Busch Adlerfedern am Hut. Er müsse noch einmal aus dem Hause, erzählt Max, um einen kapitalen Sechzehnender-Hirsch aus der Wolfsschlucht zu holen (Wie? Was? Entsetzen!).
4. Szene. Furchtbare Waldschlucht

In der gespenstischen Wolfsschlucht bereitet Kaspar das Gießen der Freikugeln vor (Stimmen unsichtbarer Geister Milch des Mondes fiel aufs Kraut). Um Mitternacht ruft er Samiel herbei (Samiel! Samiel! Erschein!) und bittet diesen, ihn weitere drei Jahre zu verschonen. Als Ausgleich bietet er Max, Agathe und Kuno als Opfer an. Samiel soll die siebte Kugel verwünschen, sodass sie Agathe trifft (Die siebente sei dein! Aus seinem Rohr lenk sie nach seiner Braut. Dies wird ihn der Verzweiflung weihn, ihn und den Vater). Samiel kann aber nur über Max Macht erlangen, wenn dieser mit Kaspar die Freikugeln gießt. Kaspar verhandelt weiter (Genügt er dir allein?) und Samiel willigt zweideutig ein (Es sei. – Bei den Pforten der Hölle! Morgen er oder du!). Samiel verschwindet. Jetzt erscheint der verstörte Max, der auf dem Weg von wilden Phantasien gepeinigt wurde (Trefflich bedient!). Beim Kugelgießen erscheinen wilde Tiere und Geister, Gewitter toben, Blitze zucken und Sturm heult. Als Kaspar die letzte Kugel gießt, erscheint Samiel und greift nach Max. Die Turmuhr schlägt eins – und der Spuk ist vorbei. Erschöpft sinkt Max zu Boden.

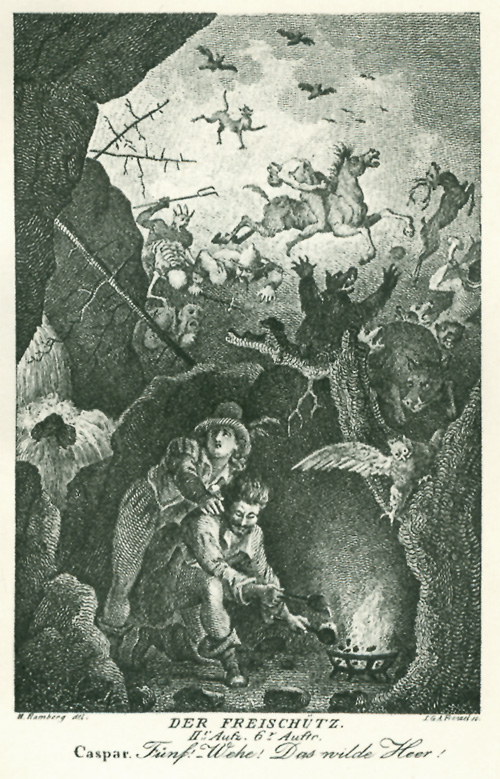
Caspar und Max beim Gießen von Freikugeln: das „Wilde Heer erscheint.“

### Dritter Akt
1. Szene. Wald
Kaspar und Max haben die sieben Freikugeln aufgeteilt: Kaspar drei, Max vier. Drei seiner Kugeln verbraucht Max auf der fürstlichen Jagd. Kaspar verschießt seine Kugeln auf Elstern und die sechste Kugel auf einen Fuchs (Dort läuft ein Füchslein; dem die sechste in den Pelz! – Wohl bekomm’s der schönen Braut!). Nun steckt die letzte, die Teufelskugel, in Max’ Gewehr.
2.–5. Szene. Agathes Zimmer
Als Braut gekleidet betet Agathe in ihrem Zimmer (Und ob die Wolke sie verhülle). Im Traum wurde sie als weiße Taube von Max erschossen, verwandelte sich dann zurück, und die Taube wurde zum großen schwarzen Raubvogel. Um sie zu beruhigen, erzählt ihr Ännchen eine lustige Geistergeschichte (Einst träumte meiner sel’gen Base). Die Brautjungfern erscheinen und singen ihr Brautlied (Wir winden dir den Jungfernkranz). Erschrocken brechen sie ab: In der Schachtel, die Ännchen gebracht hatte, liegt eine silberne Totenkrone statt des grünen Brautkranzes. Die Mädchen und Ännchen sind ratlos, doch auf Agathes Vorschlag flechten sie einfach einen neuen Kranz aus den geweihten weißen Rosen, die Agathe vom Eremiten bekommen hatte.
6. Szene. Romantisch schöne Gegend
Fürst Ottokar und sein Gefolge sind zum Probeschuss des Kandidaten für die Erbförsterei erschienen. Die Jäger besingen die Freuden der Jagd (Jägerchor: Was gleicht wohl auf Erden dem Jägervergnügen), Kaspar hat sich in einem Baum versteckt. Ottokar stellt Max die Aufgabe, eine weiße Taube vom Baum zu schießen. Max legt an, zielt und drückt ab. Agathe, die gerade mit den Brautjungfern hinzugekommen ist, fällt wie getroffen zu Boden (Schaut, o schaut, er traf die eigne Braut). Doch das Erscheinen des Eremiten bei Agathe hat die siebte Freikugel umgelenkt: Nicht Agathe, sondern Kaspar wird tödlich getroffen. Während er stirbt, verflucht er den Himmel. Der Fürst fordert von Max Erklärung, und dieser gesteht, Freikugeln verschossen zu haben. Zornig verbietet Fürst Ottokar die Heirat und verbannt Max des Landes. Auch als Max, Kuno und Agathe um Milde flehen, bleibt der Fürst hart. Schließlich erscheint der Eremit und tritt für Max ein (Wer legt auf ihn so strengen Bann! Ein Fehltritt, ist er solcher Büßung wert?): Nur Liebe zu Agathe und Furcht, sie zu verlieren, habe Max fehlgeleitet. Das Glück zweier Menschen dürfe nicht von einem Probeschuss abhängig gemacht werden. Nach einem Probejahr solle Max Agathe heiraten dürfen und zum Nachfolger seines Schwiegervaters als Erbförster gewählt werden. Unter dem Jubel aller stimmt Ottokar diesem Urteil zu. Der Schlusschor (Ja! lasst uns zum Himmel die Blicke erheben) preist die Milde Gottes gegenüber denen, die reinen Herzens sind.

## Aufbau und Musiknummern
Ouvertüre: Adagio (4/4, C-Dur) – Molto vivace (2/2, c-Moll)
I. Akt
- 1. Introduktion (Chor: Victoria! Victoria! / Bauernmarsch / Kilian: Schau der Herr mich an)
- 2. Terzett mit Chor (Max: O diese Sonne / Chor: Lasst lustig die Hörner erschallen)
- 3. Szene, Walzer und Arie (Max: Durch die Wälder durch die Auen)
- 4. Lied (Kaspar: Hier im ird'schen Jammertal)
- 5. Arie (Kaspar: Schweig! Schweig!)

II. Akt
- 6. Duett (Ännchen, Agathe: Schelm! Halt! fest!)
- 7. Ariette (Ännchen: Kommt ein schlanker Bursch gegangen)
- 8. Szene und Arie (Agathe: Wie nahte mir der Schlummer / Leise, leise, fromme Weise)
- 9. Terzett (Wie? Was? Entsetzen!)
- 10. Finale [Die Wolfsschlucht]

III. Akt
- 11. Entre'acte [instrumental]
- 12. Kavatine (Agathe: Und ob die Wolke sich verhülle)
- 13. Romanze und Arie (Ännchen: Einst träumte meiner sel'gen Base / Trübe Augen)
- 14. Volkslied (Chor der Brautjungfern: Wir winden dir den Jungfernkranz)
- 15. Jägerchor (Was gleicht wohl auf Erden)
- 16. Finale (Schaut, o schaut)

## Besetzung
2 Piccoloflöten, 2 Flöten, 2 Oboen, 2 Klarinetten, 2 Fagotte / 4 Hörner, 2 Trompeten, 3 Posaunen / Pauken / Streicher
Bühnenmusik: 1 Klarinette, 2 Hörner, 1 Trompete, 2 Violinen und 1 Violoncello

## Geschichte

### Vorlagen
Die Handlung des Freischütz folgt in großen Teilen der gleichnamigen Erzählung von August Apel aus dem 1810 erschienenen Gespensterbuch von Apel und Friedrich Laun. Im Gegensatz zum Opernlibretto spielt die Geschichte jedoch in Lindenhayn bei Leipzig und endet tragisch: Max (in der Erzählung Wilhelm) tötet beim Probeschuss seine Braut und verfällt dem Wahnsinn.
Friedrich Kind, der eng mit Weber zusammenarbeitete, verlegte die Handlung nach Böhmen, kurz nach der Beendigung des dreißigjährigen Krieges und gestaltete den Ausgang der Geschichte durch die Einführung der Eremitenfigur versöhnlicher. Im Sinne eines Deus ex machina schützt der Eremit Agathe vor der Teufelskugel und Max vor dem Zorn des Fürsten. Ursprünglich hatten Kind und Weber den Eremiten schon zu Beginn auftreten lassen, auf Rat von Webers Verlobter Caroline Brandt aber wieder davon abgesehen und alles vor dem Schützenfest gestrichen:

„Du fasstest zuerst den kühnen Gedanken, den ganzen ersten Akt wegzuwerfen, und auch den Einsiedler – weg! weg! schriest du immer. Nun ist er zwar nicht ganz weg! Aber er erscheint erst, wo Agathe vom Schuss scheinbar getroffen in seine Arme sinkt, und versöhnt und heilet das Ganze.“

Anmerkung zum Vorwurf des Plagiats
Auch die 1812 in München entstandene, 1813 geänderte Tragödie Der Freischütz von Franz Xaver von Caspar basiert auf Apels Erzählung. Dabei handelt es sich um ein Schauspiel mit Musik (Ouvertüre, Chöre, Ballett und Zwischenaktmusik) von Carl Neuner – nicht aber um eine Oper mit Arien –, welches nie aufgeführt wurde und erst 1825 im Druck erschien. Wie sollten Kind und Weber also 1817 davon wissen? Zwar kommt bei Caspar und Kind ein Eremit vor. Aber das macht aus Kinds Angabe „nach dem Volksmärchen“ (Caspar: „Nach einer Volkssage“) nicht das Verschweigen einer wesentlichen Quelle. Eremiten tauchen immer wieder in Gespenstergeschichten auf und sind gemeinfrei, was ehrenrührige Gegenbehauptungen jedoch nicht verhindert hat.

### Entstehung
In der Beschreibung des Lebens seines Vaters berichtet Max Maria von Weber, das Gespensterbuch sei Carl Maria und seinem Freund Alexander von Dusch schon im Sommer 1810 auf Stift Neuburg in die Hände gefallen. Sie hätten sich sofort für die Freischütz-Sage begeistert und Pläne für ein Libretto begonnen. Ähnlich schildert auch Friedrich Wilhelm Jähns die Erinnerungen Duschs. In Webers Tagebüchern und Briefen findet sich dafür keine Bestätigung. Er übernachtete auf Stift Neuburg vom 14. auf den 15. August 1810, nachdem er in Heidelberg ein Konzert gegeben hatte. In einem Brief berichtet er ausführlich, zum Konzert am 13. August sei eine Familie aus Mannheim an- und wieder abgereist, und auf der Rückreise nach Darmstadt am 15. August habe er in Heidelberg zwei Wagen verpasst. Mit keinem Wort erwähnt er Stift Neuburg, Dusch oder das Gespensterbuch.
Webers Anzeige von 1813 in der Allgemeinen Musikalischen Zeitung zeigt, dass er (auch) zu diesem Zeitpunkt noch kein Libretto hatte, sondern eins suchte. Er stand damals vor der Aufgabe, in Prag den Spielbetrieb der Deutschen Oper aufzubauen.

Am 13. Januar 1817 traf Weber in Dresden ein, wo er als Hofkapellmeister die Deutsche Oper begründen sollte. Acht Tage später war er erstmals bei Kind zum Dichter-Tee und am 19. Februar schrieb er seiner Verlobten:

„Heute Abend im Theater sprach ich Friedrich Kind. Den hatte ich gestern so begeistert, daß er gleich heute eine Oper für mich angefangen hat. Morgen gehe ich zu ihm, um den Plan ins Reine zu bringen. Das Sujet ist trefflich, schauerlich und interessant, der Freyschütze. Ich weiß nicht, ob du die alte Volkssage kennst.“

Am 21. Februar notierte er eine Konferenz mit Kind über den Probeschuß, zwei Tage später erhielt er den ersten Akt. Am 26. Februar las er den zweiten Akt und am 3. März 1817 kaufte er Kind die Rechte am Buch Die Jägersbraut für die nächsten fünf Jahre ab und schrieb Caroline, dass Kind schon mit der ganzen Oper fertig sei.
Am 14. Juli 1817 schrieb Kind in einem Brief, dass er an einer Oper nach der Volkssage Der Freischütz arbeite. Zunächst habe er nicht eine schon vorliegende Erzählung bearbeiten wollen, aber Weber habe ihm während des Gesprächs eine Lunte an die Pulverkammer gelegt. Als er danach hin und her dachte, habe es eine Explosion gegeben und die Oper sei in 8 Tagen fertig gewesen. Jahrzehnte später erinnerte sich Kind, dass Apels Freischütz die letzte Geschichte in einem Stapel gewesen sei, den er 1817 für Weber zusammengestellt hatte und den sie auf der Suche nach Stoff für eine gemeinsame Oper durchmusterten. Aber das allzu tragische Ende machte nach ihrem Urteil Apels Erzählung ungeeignet. In der Nacht dann sei ihm, Kind, die Lösung für ein glückliches Ende eingefallen. So abgeändert, mit einem tückisch rachsüchtigen Kaspar und einem fröhlich jungen Ännchen statt einer ernsthaften Mutter Agathes, habe der Freischütz beide begeistert.
Nach den schwungvollen ersten Arbeiten 1817 entstanden der Bauernwalzer und im April 1818 die Arie Durch die Wälder, durch die Auen. Die Arbeit an der Oper zog sich aber wegen anderer Verpflichtungen Webers in die Länge. 1819 drängte Carl Graf von Brühl, der Generalintendant der königlichen Theater zu Berlin, die Oper zur Eröffnung des neuerbauten Schauspielhauses in Berlin fertigzustellen, und besprach im September auf seinem Landsitz Schloss Seifersdorf bei Dresden mit Weber den Fortgang der Arbeiten.
Am 13. Mai 1820 schließlich vermeldete Weber in seinem Tagebuch:

„Ouverture der Jägersbraut vollendet und somit die ganze Oper.
Gott sei gelobt und ihm allein die Ehre.“

Auf Anregung von Carl Graf von Brühl wurde die Oper wenig später in Der Freischütz umbenannt.
Kurz vor der Premiere musste Weber aufgrund von Besetzungsproblemen noch Ännchens zweite Arie Einst träumte meiner sel'gen Base nachkomponieren, so dass das Werk erst am 28. Mai 1821 endgültig abgeschlossen war.

### Uraufführung und Rezeption
Der Freischütz wurde am 18. Juni 1821 im Königlichen Schauspielhaus Berlin unter der Intendanz von Brühl mit beispiellosem Erfolg uraufgeführt. Die Ouvertüre und das Lied der Brautjungfern mussten da capo wiederholt werden, 14 der 17 Musikstücke wurde lärmend applaudiert.
Webers Oper wurde in der Musikkritik schon unmittelbar nach der Erstaufführung als die „erste deutsche Nationaloper“ bezeichnet. Die Allgemeine Musikalische Zeitung schrieb im April 1843:

„Kinds und Webers Freischütz ist aber auch eine echt deutsche Oper. Ja, man kann in gewisser Hinsicht sagen, sie hat in sich selbst die erste in jeder Beziehung rein deutsche Nationaloper hingestellt. Die älteren Erscheinungen im Gebiete der deutschen Oper (natürlich ist hier nur von den bedeutenden die Rede) hatten fast alle irgendetwas Fremdartiges, Nichtdeutsches an sich, sei es in der Musik oder in den Büchern.“

Heinrich Heine schildert im März 1822 in seinem Zweiten Brief aus Berlin, dass man dem Brautlied Wir winden dir den Jungfernkranz nicht entkommen könne, das überall geträllert und selbst von Hunden gebellt werde. Der Brief liest sich streckenweise wie ein literarischer Vorläufer der Grotesken von Mark Twain, Jerome Jerome oder Ephraim Kishon.

„Haben Sie noch nicht Maria von Weber’s ‚Freischütz‘ gehört? Nein? Unglücklicher Mann! Aber haben Sie nicht wenigstens aus dieser Oper das ‚Lied der Brautjungfern‘ oder den ‚Jungfernkranz‘ gehört? Nein? Glücklicher Mann! …
Sie begreifen jetzt, mein Lieber, warum ich Sie einen glücklichen Mann nannte, wenn Sie jenes Lied noch nicht gehört haben. Doch glauben Sie nicht, daß die Melodie schlecht sei. Im Gegenteil, sie hat eben durch ihre Vortrefflichkeit jene Popularität erlangt. Der ganze Freischütz ist vortrefflich, und verdient gewiß jenes Interesse, womit er jetzt in ganz Deutschland aufgenommen wird. Hier ist er jetzt vielleicht schon zum 30sten Male gegeben, und noch immer wird es erstaunlich schwer, zu einer Vorstellung gute Billette zu bekommen. In Wien, Dresden, Hamburg macht er ebenfalls Furore. …
Über den Wert des Textes und der Musik des Freischützen verweise ich Sie auf die große Rezension vom Professor Gubitz im
Gesellschafter. Dieser geistreiche und scharfsinnige Kritiker hat das Verdienst, daß er der Erste war, der die romantischen Schönheiten dieser Oper ausführlich entwickelte und ihre großen Triumphe am bestimmtesten voraussagte.“

Heines Satire muss der Wirklichkeit nahegekommen sein. In den 1830er Jahren berichtet ein Bremer Kaufmann aus Brasilien und Westindien, dass Zuckerkisten und Kaffeesäcke unter der Melodie des Jungfernkranzes und des Jägerchores in die Schiffe geladen werden.

### Parodien
Der Freischütz löste nicht nur an großen und kleinen Bühnen das fieberhafte Bemühen aus, ihn zu inszenieren, sondern die Geschichte um den Probeschuss und das Höllenspektakel des Kugelgießens wurde vielfach parodiert. Als Parodie anmuten mag die Verstümmelung durch die Wiener Zensur, die, um die Zuschauer nicht moralisch zu gefährden, vorsorglich Kugeln durch Pfeile ersetzte und Samiel kurzerhand strich. Weniger ernst gemeint waren Marionettentheater oder
- Der wilde Jäger. Parodie der Wolfsschlucht von Franz Grillparzer, 1822[25]
- Der Freischütz oder Staberl in der Löwengrube von Carl Carl, Isartortheater München 1823[26]
- Samiel oder Die Wunderpille. Parodie des Freischützen, Verlag Gottfried Basse, Quedlinburg und Leipzig, 1824[27]
- He Fries-it, or the seventh Charmind Pancake im Coburg Theatre London, 1824[28]
dort wurden Pfannkuchen gebacken (der siebte verzaubert oder verkohlt) statt Kugeln gegossen
- Der Freischütz in Kamerun – romantisch-komische Operette von Karl Höpfner, 1877[29]
- Kommt ein schlanker Bursch gegangen. Singspiel von Otto Höser, Eisenach 1918[30]
- Der Hamburger Freischütz oder De Bruutschuss, Hamburgische Staatsoper (Opera stabile), 1978
Opernparodie von Michael Leinert, plattdeutscher Text von Hanne Heinz, Musik von Gerhard Jünemann,
Das Stück wurde vom Theater Bremen nachgespielt und von Radio Bremen/NDR als Hörspiel produziert.[31]
Bei Phonogram (Polygram) erschien De Bruutschuss auf Schallplatte.[32]
- Der Freischütz – oder: Wia a Jaager auf ned ganz saubere Weis zu seim Wei kemma is von Paul Schallweg

### Interpretationen und historische Wirkung
Im Programmheft Von Wallenstein zu Napoleon. Der Freischütz, ein Spiegel deutscher Geschichte sieht der Autor im Ort und der Zeit der Handlung, Böhmen, kurz nach der Beendigung des dreißigjährigen Krieges, den Schlüssel zur Deutung der Oper.
Dafür gibt es im Libretto keinen Hinweis: der Krieg wird nur von Kaspar und nur nebenbei erwähnt, einmal um zu entschuldigen, dass er beim Kriegsvolk Schelmenliedchen gelernt habe, und zum zweiten, dass der Schwedenkönig bei Lützen von Freikugeln getroffen worden sei, was ihre Wirksamkeit belege.
Eine Parallelisierung der Ereignisse von 1648 und 1815 … als Anspielung auf eine nationale Wiedergeburt Deutschlands, … die in der Oper am Ende sogar mit religiösen Weihen versehen wird, findet sich im Kölner Programmheft, nicht aber in einer begreifbaren Darstellung von Geschichte oder einer werktreuen Inszenierung:
Was ist die Parallelisierung von Ereignissen, auf welche nationale Wiedergeburt spielen 1648 oder 1815 oder ihre Parallelisierung an, wo versieht das Opernende die nationale Wiedergeburt mit religiösen Weihen?
Dass die Berliner Uraufführung am 18. Juni 1821 stattfand, am Jahrestag der Schlacht von Waterloo 1815, zeigt, dass man diesen Tag der Befreiung Europas von französischer Hegemonie feierte. Der preußische Hof blieb der Aufführung fern. Ihm waren, wie allen angestammten Monarchien, Nationalbewegungen verdächtig. Die Adeligen waren gemäß Heines Zweitem Brief aus Berlin Anhänger von Gaspare Spontinis Opern mit Elefanten auf der Bühne und einer bombastischen Musik, mit der man die Standsicherheit von Neubauten prüfen könne.
Der Freischütz begründete die Stilrichtung „Deutsche Oper“ im Gegensatz zur französischen oder italienischen Oper, die bis dahin mit Francesco Morlacchi in Dresden und Gaspare Spontini in Berlin vorherrschten. Weber, der mit beiden zusammenarbeitete, mied auch im überschwänglichen Jubel alles, was sie durch Spott (etwa über Elefanten auf der Bühne) verletzen konnte.
Der Freischütz mit gesprochenem deutschem Text, innigen Liedern (Leise, leise, fromme Weise), romantischer Musik und volksmärchenhafter Handlung in Wäldern und Auen ist national nicht in einem politischen Sinn, sondern in einem ästhetischen Sinn

„Nationalgeist eines Volks nenne ich die Ähnlichkeit und Übereinstimmung seiner Meinungen und Neigungen bei Gegenständen, worüber eine andere Nation anders meint und empfindet.“

Beispielsweise ist ein Schützenfest mit einem zu ehrenden Schützenkönig außerhalb Deutschlands, der Niederlande oder der Schweiz erklärungsbedürftig. Die Freischützinszenierungen in Paris und London wurden von deutschen Rezensenten als Verstümmelung gewertet, auch wenn das dortige Publikum begeistert war.
Umgekehrt reklamierte wegen der musikalischen Anregungen, die Weber in seinen Prager Jahren 1813 bis 1816 erfahren habe, die Prager Tageszeitung Národní listy (in der Übersetzung Die Presse, 1861, Nr. 299), daß der ganze Plunder, den die Welt „deutsche Musik“ nennt, tschechische Musik sei. Dass man sich des Einflusses auf andere rühmt, gleichzeitig die eigene Besonderheit betont und für sich beansprucht, was man bei anderen als „Plunder“ abtut, gehört zu den Widersprüchen von Nationalbewegungen.
Der Freischütz rührte die Deutschen und verband sie in ihrer Liebe zu diesem Werk, ob sie in den Baltischen Hansestädten, Schleswig, Böhmen, Ostpreußen oder einem der 39 Staaten des Deutschen Bundes lebten.
Die Rezension der Stuttgarter Erstaufführung 1822 von Ludwig Börne spricht das Problem der deutschen Nationalbewegung aus, das fast fünfzig weitere Jahre bestehen bleiben sollte:

„Wer kein Vaterland hat, erfinde sich eins! Die Deutschen haben es versucht auf allerlei Weise, … und seit dem Freischützen tun sie es auch mit der Musik. Sie wollen einen Hut haben, unter den man alle deutschen Köpfe bringe. Man mag es den Armen hingehen lassen, dass sie sich mit solchen Vaterlandssurrogaten gütlich tun.“

Solch eine Rezension bewertet spöttisch und herablassend die Zuschauer, ihre Sehnsüchte, ihre Machtlosigkeit, nicht aber die Oper. Zur Oper selbst schreibt Börne:

„Die Meinungen sind geteilt, aber den Meisten, worunter ich auch gehöre, hat die Musik sehr gefallen. Es ist eine Deutsche volkstümliche Musik, wie wir doch eigentlich noch gar keine haben. Denken Sie sich einen Deutschen Don Juan, aber keinen aus der gebildeten, sondern aus der niedern Volksklasse – und da haben Sie etwa, die Art und die Würde der Musik, zur Mozartschen Oper gehalten. Es ist recht viel Originelles darin, und viel singbare Sachen. Die Stücke werden alle Gassenlieder werden.“

Dies ist nicht etwa das Urteil eines unvoreingenommenen Zeitzeugen, sondern jemandes, der jeden Klatsch weiterträgt, wenn er nur Weber abträglich ist, und auch nicht hinzuzufügen vergisst, dass Weber lahm ist: Weber war von Geburt an durch eine Fehlbildung der Hüfte gehbehindert.
Anders als beispielsweise Schillers Schauspiel Wilhelm Tell (1804) oder Aubers Oper Die Stumme von Portici (1828) enthält Der Freischütz nirgends politische Begriffe wie deutsch, national oder Vaterland oder historische Anspielungen. Dennoch bestärkte er nationale Verbundenheit wie kein zweites Bühnenwerk.
Für Richard Wagner ist die Melodie die Grundlage der Weberschen Volksoper,

„sie ist, frei aller lokal-nationellen Sonderlichkeit, von breitem, allgemeinen Empfindungsausdrucke, hat keinen andern Schmuck als das Lächeln süßester und natürlichster Innigkeit, und spricht so, durch die Gewalt unentstellter Anmut, zu den Herzen der Menschen, gleichviel welcher nationalen Sonderheit sie angehören mögen, eben weil in ihr das Reinmenschliche so ungefärbt zum Vorschein kommt.“

Theodor W. Adorno zählt sie als „deutsche Nationaloper“ zu den „authentischesten Opern“ und gedenkt ihr in der Minima Moralia mit dem witzigen Aperçu:

„In der Erinnerung der Emigration schmeckt jeder deutsche Rehbraten, als wäre er vom Freischütz erlegt worden.“

## Adaptionen
- 1841 orchestrierte Hector Berlioz für die Opéra de Paris Webers Aufforderung zum Tanz für ein dem Freischütz vorhergehendes Ballett und komponierte französische Rezitative, die den gesprochenen Text ersetzten. Richard Wagner tadelte sie als Zutat, welche die ursprünglichen Dimensionen gänzlich entstelle.[45] Die Inszenierung 1873 am Bolschoi-Theater in Moskau, die dieses Ballett vor dem dritten Akt einschob und dafür den Eremiten strich, kritisierte Tschaikowski als geschmacklos und dumm.[46]
- 1961 inszenierte Bohumil Herlischka den Freischütz in Düsseldorf. Seine Fassung empörte viele, da Herlischka auf Apels Volkssage im Gespensterbuch zurückgriff und das Stück tragisch enden ließ. Seine Darstellung der Traumatisierung der Menschen durch den Dreißigjährigen Krieg hatte kaum Bezug zu Webers Oper.[47]
- Claudio S. Grafulla arrangierte Mitte des 19. Jahrhunderts Melodien aus der Oper zu einem Freischutz Quick Step, der u. a. von Ken Burns zur Untermalung seines neunteiligen Dokumentarfilms Der Amerikanische Bürgerkrieg verwendet wurde.
- 1987 stellte der Film Der Freischütz in Berlin nicht eine Adaption dar, sondern die Entstehung der Oper bis zu ihrer ersten Aufführung; Frank Lienert (Carl Maria von Weber), Kathrin Waligura (Caroline von Weber), Ekkehard Schall (Spontini), Klaus Piontek (Graf von Brühl), Márta Rafael (Frau Beer)[48]
- 1990 wurde in Hamburg The Black Rider: The Casting of The Magic Bullets uraufgeführt, ein Bühnen-Musical von William S. Burroughs, Robert Wilson und Tom Waits frei nach Apels Novelle Der Freischütz im Gespensterbuch. Daraus entstand die österreichische Fernsehproduktion The Black Rider (ebenfalls unter der Regie Robert Wilsons).
- 1994 verfilmte die ungarische Regisseurin Ildikó Enyedi den in eine Gegenwartshandlung übertragenen Stoff in einer internationalen Co-Produktion unter dem Titel Der Freischütz – Magic Hunter (Bűvös vadász).[49]
- 2010 kam eine Filmadaption von Jens Neubert ins Kino. Die Aufnahmen fanden 2009 in Dresden und der Sächsischen Schweiz statt. Es sangen und spielten:[50] Franz Grundheber (Fürst), Benno Schollum[51] (Kuno, fürstlicher Erbförster), Juliane Banse (Agathe, seine Tochter), Regula Mühlemann (Ännchen, seine junge Tochter), Michael Volle (Kaspar, Erster Jägerbursche), Michael König[52] (Max, Zweiter Jägerbursche), René Pape (Eremit) und Olaf Bär (Kilian, ein reicher Bauer) sowie das London Symphony Orchestra dirigiert von Daniel Harding und der Rundfunkchor Berlin geleitet von Simon Halsey.
- 2011 veröffentlichte das Harald Rüschenbaum Trio mit der CD Swing frei, Schütz beim Münchener Label Downhill Records eine Fassung von Webers Freischütz für ein Jazztrio und einen Sprecher, Harald Rüschenbaum (Schlagzeug), Daniel Mark Eberhard (Piano), Andreas Kurz (Kontrabass) und der Eutiner Literaturwissenschaftler Wolfgang Griep (Sprecher). Die Arrangements stammen von Daniel Mark Eberhard.[53]
- Am 1. Mai 2025 wurde das Musical Seele für Seele – Freischütz das Musical am Festspielhaus Neuschwanstein in Füssen uraufgeführt. Die Musik stammt von Frank Nimsgern, Buch und Liedtexte von Birgit Simmler.[54]

## Trivia
Es existieren folgende Rateverse zu der Oper:
Das Erste möcht ein Jeder sein,

das Zweite streift durch Flur und Hain,

das Ganze hat ein Kind ersonnen,

ein Weber hat es fein umsponnen.